# My Little Pony: Equestria Girls (franchise)
A My Little Pony: Equestria Girls más néven Equestria Girls vagy EQG amerikai multimédiás franchise a Hasbro 2013-ban indított útjára.

## Cselekmény
Az Equestria Girls Equestria alternatív világában játszódik ami a Földre hasonlít.

## Szereplők

### Főszereplők
- Sunset Shimmer (Rebecca Shoichet) – Canterlot Gimi diákja, egy Unikornis póni Equestriából, Celestia hercegnő korábbi tanítványa, aki az "emberi világ"-ba szökött, az első film főgonosza.

Magyar hangja: Simonyi Réka; Énekhangjai: Vágó Bernadett, Csuha Bori, Sági Tímea és Nádasi Veronika.
- Twilight Sparkle (Tara Strong, énekhang Rebecca Shoichet) – Ennek a karakternek két különböző inkarnációja jelent meg az Equestria Girls franchise-ban.
  - Twilight Sparkle hercegnő – Én kicsi pónim: Varázslatos barátság főszereplője a szorgalmas alikornis és az egyik koronás hercegnő Equestria-ban aki az "emberi világ"-ba utazott hogy vissza szerezze a koronáját. Ideiglenesen az Rainbooms háttérénekese.

Magyar hangja: Vadász Bea; Énekhangjai: Vágó Bernadett és Csuha Bori.
- - Twilight Sparkle (más néven Sci-Twi) – Canterlot Gimi diákja, a Kristály suli korábbi diákja, a Rainbooms háttérénekese, telekinetikus képességekkel rendelkezik.

Magyar hangja: Vadász Bea; Énekhangjai: Vágó Bernadett, Csuha Bori és Mahó Andrea.
- Applejack (Ashleigh Ball) – Canterlot Gimi diákja, aki családja farmján dolgozik. Ő a Rainbooms basszusgitárosa, és szuper ereje van.

Magyar hangja: Solecki Janka; Énekhangjai: Vágó Bernadett, Csuha Bori és Sági Tímea
- Rainbow Dash (Ashleigh Ball) – Canterlot Gimi diákja/élsportolója, Ő a Rainbooms elektromos gitárosa, énekese és dalszerzője, és szuper sebességgel rendelkezik.

Magyar hangja: Grúber Zita; Énekhangjai: Vágó Bernadett, Csuha Bori, Sági Tímea és Laurinyecz Réka.
- Rarity (Tabitha St. Germain, énekhang Kazumi Evans) – Canterlot Gimi diákja, tehetséges varrónő, Ő a Rainbooms Keytarosa, és gyémántszerű erőtereket tud létrehozni.

Magyar hangja: Kerekes Andrea (1. film), Molnár Ilona (2. filmtől); Énekhangjai: Vágó Bernadett, Csuha Bori és Sági Tímea
- Pinkie Pie (Andrea Libman, énekhang Shannon Chan-Kent) – Canterlot Gimi legbarátságosabb diákja, Ő a Rainbooms dobosa, és képes robbanásveszélyessé tenni a cukorkákat és a cukros ételeket.

Magyar hangja: Zsigmond Tamara; Énekhangjai: Vágó Bernadett, Csuha Bori
- Fluttershy (Andrea Libman) – Canterlot Gimi diákja, aki önkéntes munkás a helyi állatmenhelyen. Ő a Rainbooms csörgődobosa, és tud kommunikálni az állatokkal.

Magyar hangja: Szabó Zselyke; Énekhangja: Vágó Bernadett
- Spike (Cathy Weseluck) – Akárcsak a Twilight Sparkle-nél, ennek a karakternek két változata jelent meg a franchise-ban.

Magyar hangjuk: Seszták Szabolcs.
- - Az első és a második filmben a Varázslatos barátság-beli Spike Twilight-al utazik az "emberi világ"-ba.
  - Az Alternatív világbeli Spike Twilight kutyája, aki az Equestria mágia hatására képes lett beszélni.

### Mellékszereplők

#### A Canterlot Gimnázium Tanárai
- Celestia igazgatónő (Nicole Oliver) – A Canterlot Gimi igazgatója.

Magyar hangja: Major Melinda (1-2. film), Orosz Helga (3. filmtől).
- Luna igazgatóhelyettes (Tabitha St. Germain) – A Canterlot Gimi igazgatóhelyettese és Celestia húga.

Magyar hangja: Németh Kriszta.
- Ms. Cheerilee (Nicole Oliver) – Tanár és könyvtáros a Canterlot Gimi-ben.

Magyar hangja: 
- Mr. Cranky Doodle (Richard Newman) – Az iskola rosszkedvű tanára, Gépjárművezető szakoktatója.

Magyar hangja: Bácskai János.
- Smith nagyi (Tabitha St. Germain) – Applejack, Apple Bloom és Big McIntosh nagyija, a Canterlot Gimi konyhása.

Magyar hangja: Bessenyei Emma.
- Nurse Redheart (Ashleigh Ball) – A Canterlot Gimi iskola orvosa.

Magyar hangja: Kiss Erika.

#### Canterlot Gimnázium diákjaiWondercolts
- Apple Bloom (Michelle Creber) – Canterlot Gimi diákja, Applejack húga.

Magyar hangja: Kántor Kitty.
- Sweetie Belle (Claire Corlett) – Canterlot Gimi diákja, Rarity húga.

Magyar hangja: Lamboni Anna.
- Scootaloo (Madeleine Peters) – Canterlot Gimi diákja,
- Snips (Lee Tockar) – Canterlot Gimi diákja,

Magyar hangja: Baráth István (1-2. film), Berkes Bence (A színfalak mögött és Jöhetnek az ünnepek!).
- Snails (Richard Ian Cox) – Canterlot Gimi diákja, Baráth István (A színfalak mögött és Jöhetnek az ünnepek!)

Magyar hangja: Baradlay Viktor (1-2. film), Németh Attila István (4. film), 
- Trixie (Kathleen Barr) – Canterlot Gimi diákja, egy kérkedő bűvész.

Magyar hangja: Lamboni Anna (1. film), Dohy Erika (2. film), Laurinyecz Réka (4. filmtől); Énekhangja: Sági Tímea.
- Big McIntosh (Peter New) – Canterlot Gimi diákja, Applejack és Apple Bloom testére

Magyar hangja: Galbenisz Tomasz.
- DJ Pon-3 – Canterlot Gimi diákja,
- Octavia Melody (Kazumi Evans) – Canterlot Gimi diákja,

Magyar hangja: 
- Photo Finish (Tabitha St. Germain) – Canterlot Gimi diákja,

Magyar hangja: Mohácsi Nóra.
- Zephyr Breeze (Ryan Beil) – Canterlot Gimi diákja, Fluttershy öccse.

Magyar hangja: Penke Bence.
- Maud Pie (Ingird Nilson) – Canterlot Gimi diákja, Pinkie nővére.

Magyar hangja: Vámos Mónika (2. film), Győrfi Laura (Elfeledett barátság).
- Flash Sentry (Vincent Tong) – Canterlot Gimi diákja, Sunset volt barátja.

Magyar hangja: Markovics Tamás (1-3. film), Berkes Bence (4. film), Bor László (Jöhetnek az ünnepek!)
- Micro Chips (James Kirk) – Canterlot Gimi diákja,

Magyar hangja: Ungvári Gergely.
- Bulk Biceps (Michael Dobson) – Canterlot Gimi diákja,

Magyar hangja: Élő Balázs (4. film), Varga Rókus (Jöhetnek az ünnepek!)
- Sweetie Drops (Andrea Libman) – Canterlot Gimi diákja,

Magyar hangja: Vámos Mónika.
- Cherry Crash (Paula Berry) – Canterlot Gimi diákja,

Magyar hangja: Oláh Orsolya.
- Sandalwood (Vincent Tong) – Canterlot Gimi diákja,

Magyar hangja: 

### Kristály Suli diákjaiShadowbolts
- Sugarcoat (Sienna Bohn) –

Magyar hangja: Haffner Anikó (3. film), Dögei Éva (Táncvarázslat).
- Sour Sweet (Sharon Alexander) –

Magyar hangja: Dögei Éva (3. film), Haffner Anikó (Táncvarázslat).
- Sunny Flare (Britt Irvin) –

Magyar hangja: Vámos Mónika.
- Lemon Zest (Shannon Chan-Kent) –

Magyar hangja: Hermann Lilla  (3. film), Dohy Erika (Táncvarázslat).
- Indigo Zap (Kelly Sheridan) –

Magyar hangja: Pekár Adrienn.

### További szereplők
- Starlight Glimmer (Kelly Sheridan) – Egy Unikornis póni Equestriából, Twilight hercegnő diákja.

Magyar hangja: Pekár Adrienn.
- Cadance dékán (Britt McKillip) – A Kristály suli dékánja, késöbb igazgatója.

Magyar hangja: Vágó Bernadett.
- Shining Armor (Andrew Francis) – A Kristály suli korábbi diákja, Twilight bátyja.

Magyar hangja: Moser Károly.
- A Dazzlings – Equestria Szirénjei akiket Star Swirl száműzött.
  - Adagio Dazzle (Kazumi Evans) – A Dazzlings manipulatív vezetője, a második film főgonosza.

Magyar hangja: Vágó Bernadett (2. film), Hermann Lilla (A színfalak mögött).
- - Aria Blaze (Diana Kaarina, énekhang Shylo Sharity) –

Magyar hangja: Sági Tímea (2. film), Berkes Boglárka (A színfalak mögött).
- - Sonata Dusk (Maryke Hendrikse, énekhang Madeline Merlo/Shannon Chan-Kent) –

Magyar hangja: Csuha Bori (2. film), Pekár Adrienn (A színfalak mögött).
- Abacus Cinch igazgatónő (Iris Quinn) – A Kristály suli korábbi szigorú igazgatója, a harmadik film főgonosza.

Magyar hangja: Nádasi Veronika.
- Gloriosa Daisy (Enid-Raye Adams, énekhang Kelly Metzger) – Az Everfree tábor tanácsadója, Timber Spruce nővére, a negyedik film főgonosza.

Magyar hangja: Nádasi Veronika.
- Timber Spruce (Brian Doe) –

Magyar hangja: Pálmai Szabolcs.
- Juniper Montage (Ali Liebert) – A Filmvarázs és a Tükörvarázs főgonosza.

Magyar hangja: Lamboni Anna.
- Wallflower Blush (Shannon Chan-Kent) – Canterlot Gimi diákja, akit figyelmenkívül hagynak az iskolában, az Elfeledett barátság főgonosza.

Magyar hangja: Laudon Andrea; Énekhangja: Sági Tímea.
- Vignette Valencia (Tegan Moss) – Híres divattervező az Equestria Land vidámpark PR-igazgatója, A barátság hullámvasútján főgonosza.

Magyar hangja:  Vámos Mónika.
- PostCrush – Énekes duó, A színfalak mögött főgonoszai.
  - Kiwi Lollipop (K-Lo) (Lili Beaudoin, énekhang Marie Hui) –

Magyar hangja: Magyar Viktória; Énekhangja: Sági Tímea.
- - Supernova Zap (Su-Z) (Mariee Devereux, énekhang Arielle Tuliao) –

Magyar hangja: Boldog Emese; Énekhangja: Laurinyecz Réka.
- Canter Zoom (Andrew Toth) –

Magyar hangja: Bolla Róbert.
- Chestnut Magnifico (Kira Tozer) –

Magyar hangja: Várkonyi Andrea.
- Stalwart Stallion (Charles Zuckerman) –

Magyar hangja: Molnár Kristóf.
- Flim (Sam Vincent) és Flam (Scott McNeil) –

Magyar hangjaik: Joó Gábor (Flim), Harcsik Róbert (Flam).

## Játékok
- Equestria Girls (2013): Az első játék sorozat.
- Rainbow Rocks (2014): Második játék sorozat.
- Friendship Games (2015): Harmadik  játék sorozat.
- Equestria Girls Minis (2015):
- Legend of Everfree (2016): Negyedik játék sorozat.
- Equestria Girls: Better Together (2017–2020): Ötödik játék sorozat.

## Média

### Filmek és Különkiadások
| Cím                                | Bemutató             | Bemutató                                                             | Rendező                         | Forgatókönyvíró                                               | Producer                                                   |
| Cím                                | Amerikai             | Magyar                                                               | Rendező                         | Forgatókönyvíró                                               | Producer                                                   |
| Filmek                             | Filmek               | Filmek                                                               | Filmek                          | Filmek                                                        | Filmek                                                     |
| ---------------------------------- | -------------------- | -------------------------------------------------------------------- | ------------------------------- | ------------------------------------------------------------- | ---------------------------------------------------------- |
| Equestria Girls (2013)             | 2013. június 15.     | 2013. szeptember 29.                                                 | Jayson Thiessen                 | Meghan McCarthy                                               | Sarah Wall and Devon Cody                                  |
| Szivárványvarázs (2014)            | 2014. szeptember 27. | 2014. november 29.                                                   | Jayson Thiessen and Ishi Rudell | Meghan McCarthy                                               | Sarah Wall and Devon Cody                                  |
| Barátságpróba (2015)               | 2015. szeptember 26. | 2015. december 13.                                                   | Ishi Rudell                     | Josh Haber                                                    | Devon Cody                                                 |
| Az örök szabadság legendája (2016) | 2016. október 1.     | 2016. november 26.                                                   | Ishi Rudell                     | Kristine Songco and Joanna Lewis                              | Angela Belyea                                              |
| Különkiadások                      |                      |                                                                      |                                 |                                                               |                                                            |
| Táncvarázslat (2017)               | 2017. június 24.     | 2017. december 28. (Cseh Minimax) 2018. február 19. (Magyar Minimax) | Ishi Rudell and Katrina Hadley  | Gillian Berrow, Noelle Benvenuti, Dave Polsky and Rachel Vine | Angela Belyea                                              |
| Filmvarázs (2017)                  | 2017. július 1.      | 2017. december 28. (Cseh Minimax) 2018. február 19. (Magyar Minimax) | Ishi Rudell and Katrina Hadley  | Noelle Benvenuti                                              | Angela Belyea                                              |
| Tükörvarázs (2017)                 | 2017. július 8.      | 2017. december 28. (Cseh Minimax) 2018. február 19. (Magyar Minimax) | Ishi Rudell and Katrina Hadley  | Noelle Benvenuti                                              | Angela Belyea                                              |
| Elfeledett barátság (2018)         | 2018. február 17.    | 2019. november 1.                                                    | Ishi Rudell and Katrina Hadley  | Nick Confalone                                                | Angela Belyea and Colleen McAllister                       |
| A barátság hullámvasútján (2018)   | 2018. július 6.      | 2019. november 1.                                                    | Ishi Rudell and Katrina Hadley  | Nick Confalone                                                | Angela Belyea and Colleen McAllister                       |
| Tavaszi szünet (2019)              | 2019. március 30.    | 2019. december 31.                                                   | Ishi Rudell and Katrina Hadley  | Nick Confalone                                                | Angela Belyea, Colleen McAllister, and Katherine Crownover |
| A színfalak mögött (2019)          | 2019. július 27.     | 2020. január 1.                                                      | Ishi Rudell and Katrina Hadley  | Whitney Ralls                                                 | Angela Belyea, Colleen McAllister, and Katherine Crownover |
| Jöhetnek az ünnepek! (2019)        | 2019. november 2.    | 2019. december 5.                                                    | Ishi Rudell and Katrina Hadley  | Anna Christopher                                              | Angela Belyea and Katherine Crownover                      |

### Websorozat
| Évad        | Évad                   | Évad              | Epizódok    | Eredeti sugárzás    | Eredeti sugárzás     | Eredeti adó |
| Évad        | Évad                   | Évad              | Epizódok    | Évadpremier         | Évadfinálé           | Eredeti adó |
| Rövidfilmek | Rövidfilmek            | Rövidfilmek       | Rövidfilmek | Rövidfilmek         | Rövidfilmek          | Rövidfilmek |
| ----------- | ---------------------- | ----------------- | ----------- | ------------------- | -------------------- | ----------- |
|             | Rainbow Rocks          | Prequel Shorts    | 8           | 2014. március 27.   | 2014. június 19.     | YouTube     |
|             | Rainbow Rocks          | Encore Shorts     | 3           | 2015. április 2.    | 2015. április 2.     | YouTube     |
|             | Friendship Games       | Friendship Games  | 5           | 2015. augusztus 1.  | 2015. augusztus 29.  | YouTube     |
| Websorozat  |                        |                   |             |                     |                      |             |
|             | Summertime Shorts      | Summertime Shorts | 16          | 2017. július 30.    | 2017. szeptember 22. | YouTube     |
|             | Better Together        | 1. évad           | 27          | 2017. november 17.  | 2018. október 5.     | YouTube     |
|             | Better Together        | 2. évad           | 24          | 2019. január 11.    | 2020. március 8.     | YouTube     |
|             | Choose Your Own Ending | 1. évad           | 10          | 2018. február 2.    | 2018. augusztus 24.  | YouTube     |
|             | Choose Your Own Ending | 2. évad           | 9           | 2019. szeptember 3. | 2020. június 3.      | YouTube     |

### Könyvek
- Equestria Girls: Through the Mirror (My Little Pony Equestria Girls – A tükörajtón át) (2013)
- Equestria Girls: Rainbow Rocks (2014)
- Equestria Girls: Rainbow Rocks: The Mane Event (2014)
- Equestria Girls: Sunset Shimmer's Time to Shine (2015)
- Equestria Girls: Friendship Games (2015)
- Equestria Girls: Twilight's Sparkly Sleepover Surprise (2016)
- Equestria Girls: The Legend of Everfree (2016)
- Equestria Girls: Magic, Magic Everywhere! (2017)
- Equestria Girls: A Friendship to Remember (2017)

#### Chapter Books
- Equestria Girls: Legend of Everfree – Save Our Camp! (2016)
- Equestria Girls: Wondercolts Forever (2017)
- Canterlot High Stories: Rainbow Dash Brings the Blitz (2018)
- Canterlot High Stories: Twilight Sparkle's Science Fair Sparks (2018)
- Canterlot High Stories: Pinkie Pie and the Cupcake Calamity (2018)
- Make Your Own Magic: Starswirl Do-Over (2019)

### Képregények
- My Little Pony Annual 2013 (2013)
- My Little Pony: Equestria Girls Holiday Special (2014)
- My Little Pony: Fiendship Is Magic Issue 3 (2015)
- My Little Pony Equestria Girls: Canterlot High: March Radness (2020)

## Egyéb Média

### Zenék
- My Little Pony: Equestria Girls – Soundtrack (2013)
- Equestria Girls: Rainbow Rocks – Soundtrack (2014)
- Equestria Girls: Friendship Games – Soundtrack (2015)
- Equestria Girls: Legend of Everfree – Soundtrack (2016)